# Євремовац
Ботанічний сад «Євремовац» (серб. Ботаничка башта Јевремовац) — ботанічний сад у Белграді (Сербія).  Разом з інститутом ботаніки є адміністративною одиницею біологічного факультету Белградського університету. Заснований 1874 року за ініціативою відомого сербського ботаніка Йосифа Панчича. 
Ботанічний сад має статус пам'ятки природи і знаходиться під охороною держави.

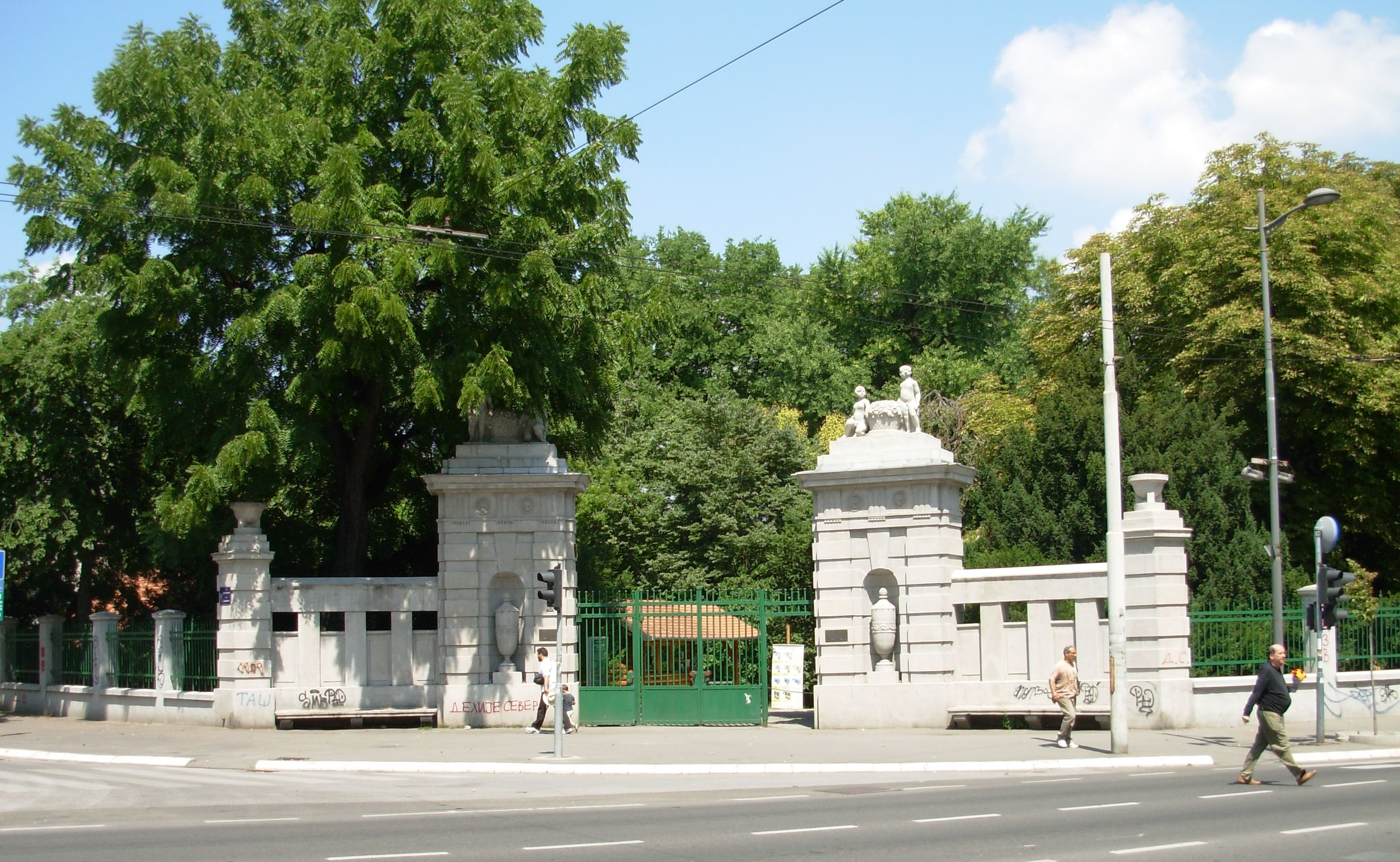
Головний вхід до ботанічного саду

## Опис
Територія ботанічного саду складає 4,8183 га, тут росте близько 1000 видів рослин, розташована оранжерея площею 500 м² (збудована 1892 року), а також знаходяться будівлі Інституту ботаніки з надзвичайно цінним гербарієм (заснований 1860 року) і бібліотекою (заснована 1853 року, 13 тисяч одиниць зберігання). Ботанічний сад розташований на висоті від 86,82 до 99,85 метрів над рівнем моря.
На території ботанічного саду знаходиться мініатюрний японський сад, при плануванні якого використовувалися ідеї японського саду в Кіото. Незважаючи на невеликі розміри саду, тут присутні елементи класичного японського саду — ворота, велика стіна, струмок і озеро, міст, доріжка через озеро і чайний будиночок. Висаджені такі азійські види рослин, як японська вишня і клен японський. 

## Галерея

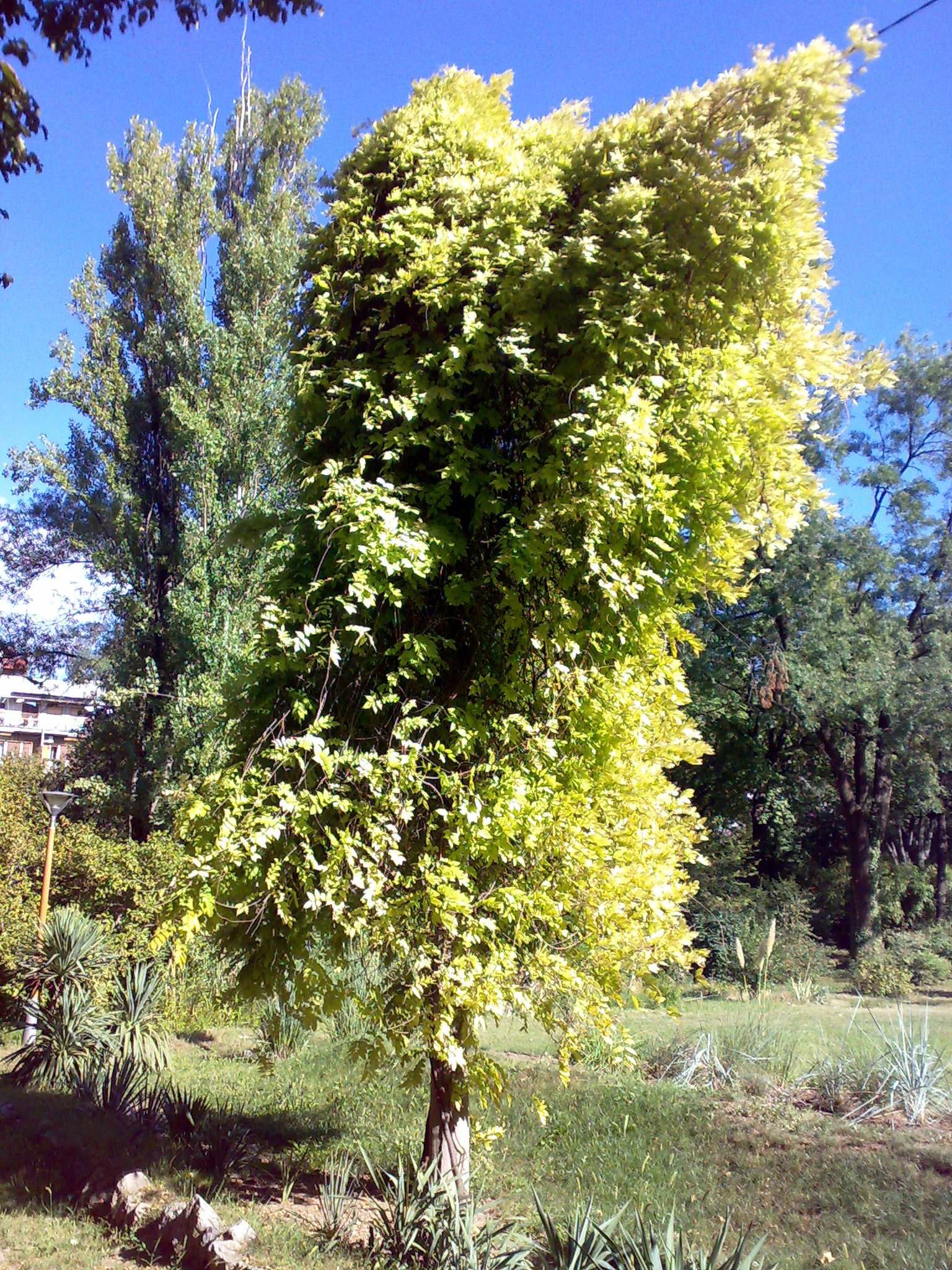
У ботанічному саду
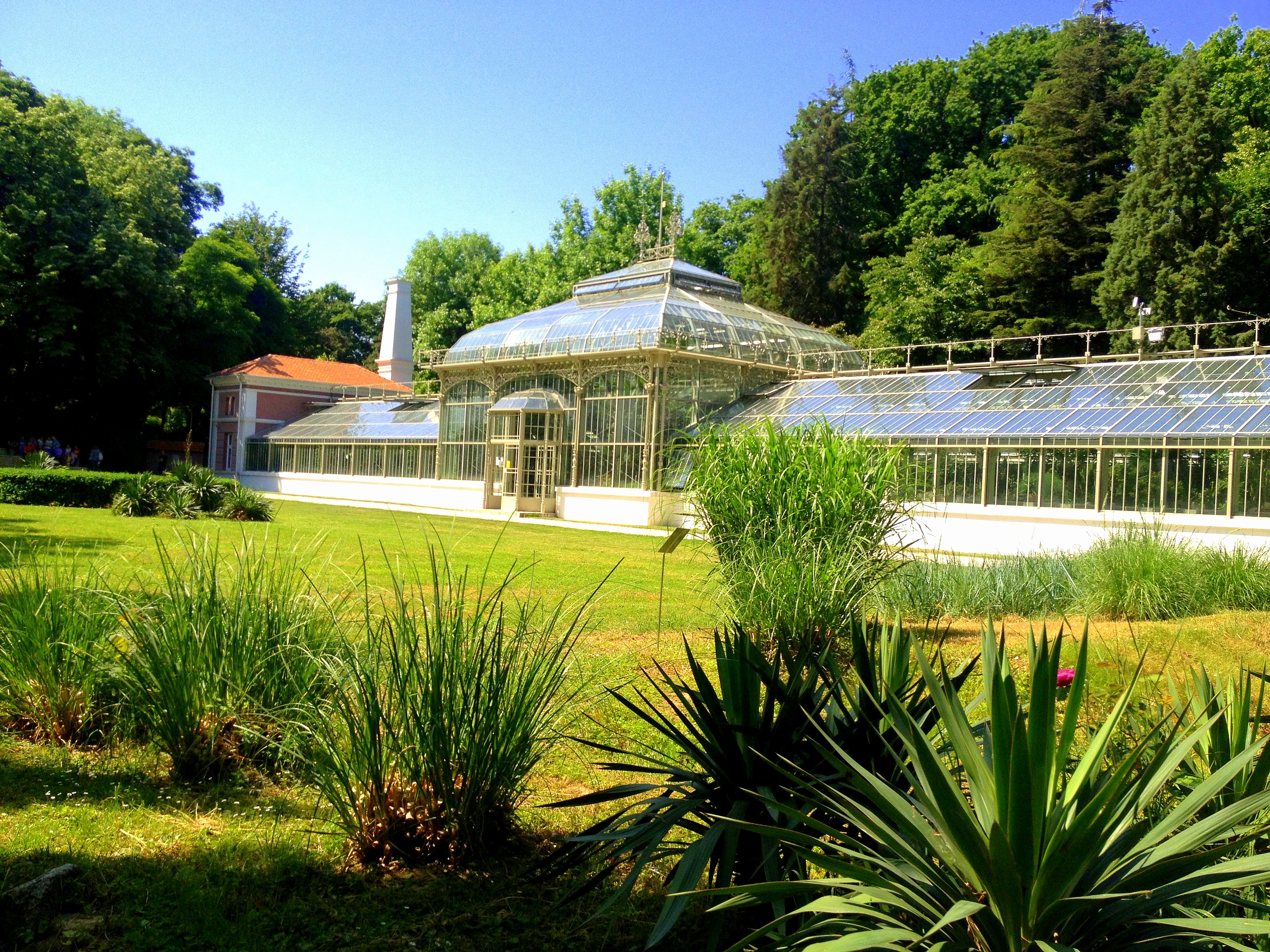
Оранжерея
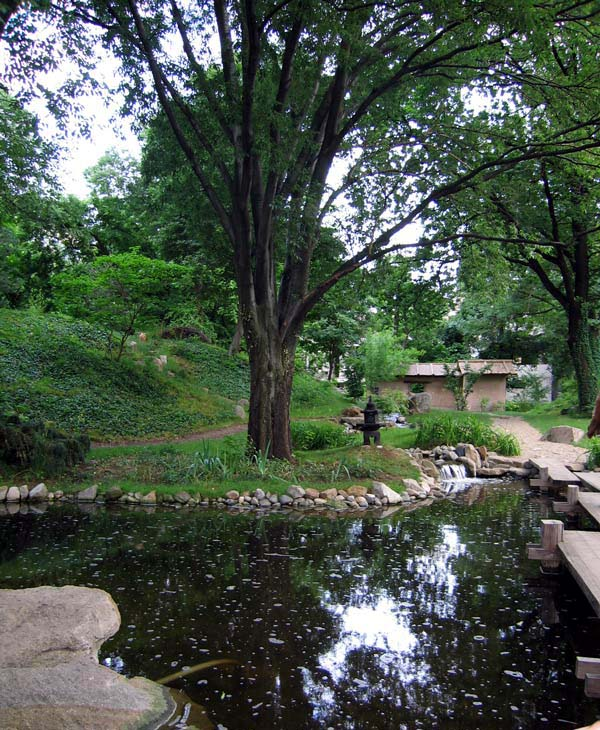
Японський сад
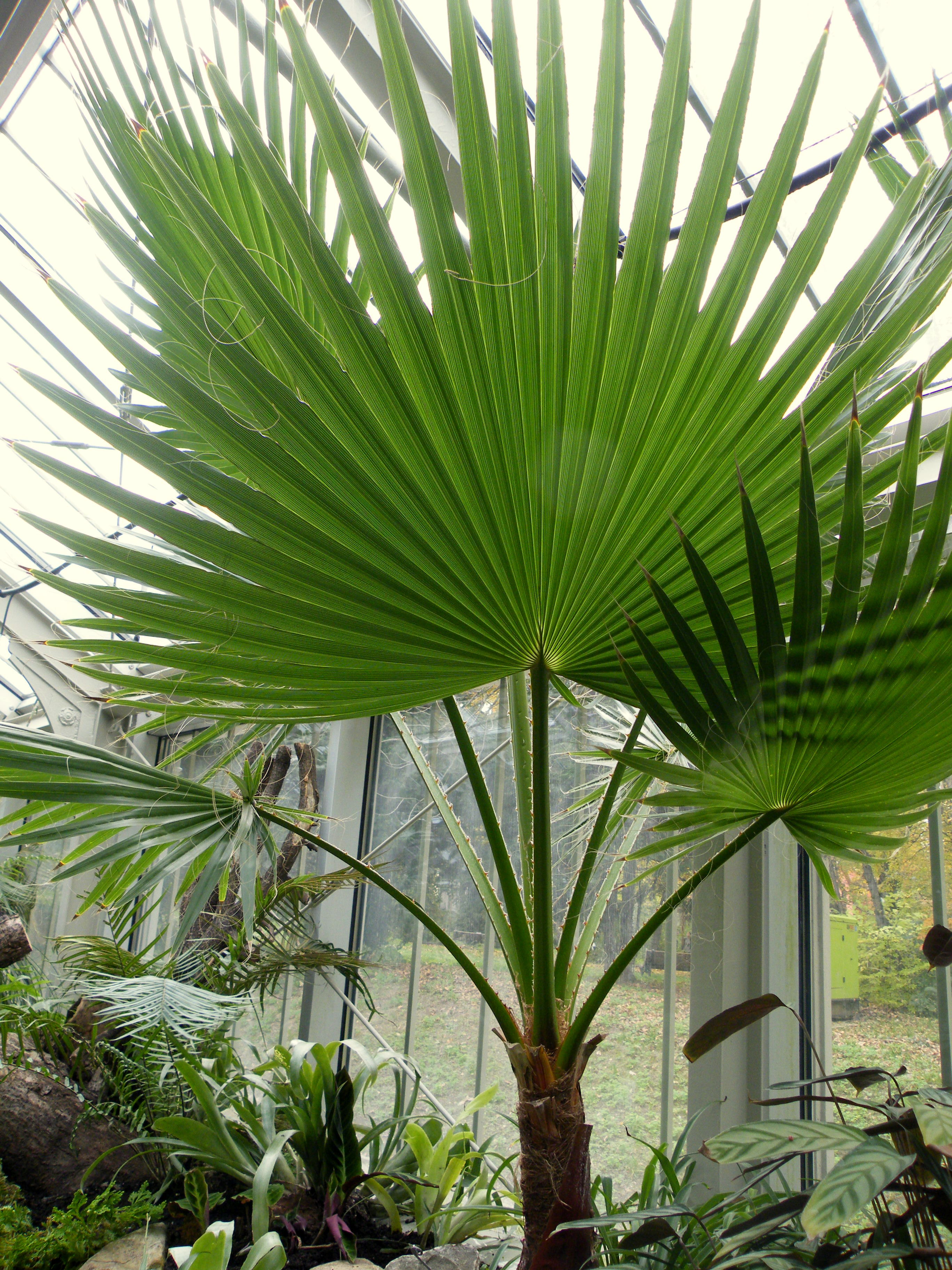
Washingtonia filifera
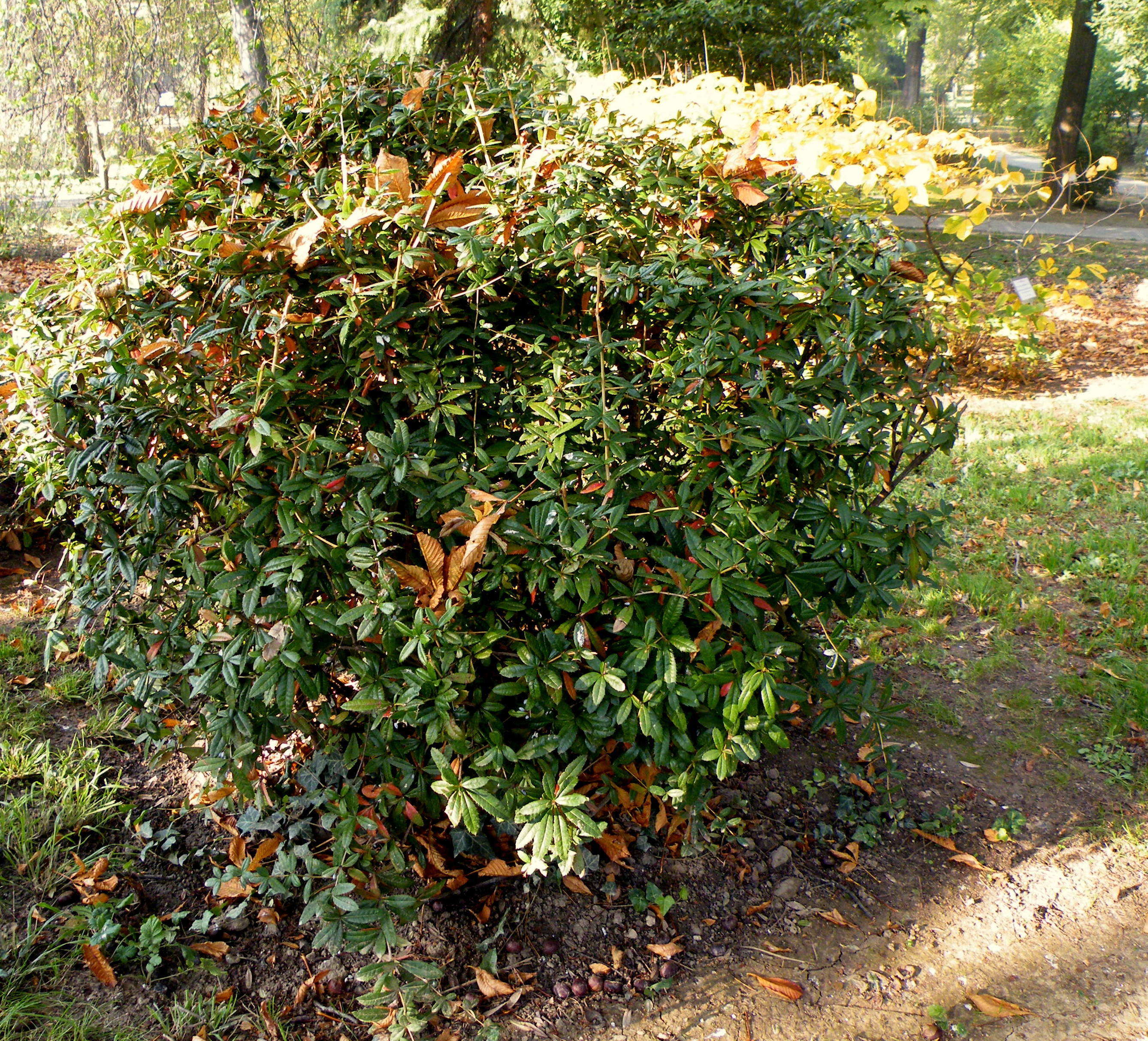
Berberis gagnepainii